# میل-ایل، کبک
میل-ایل (به فرانسوی: Mille-Isles) شهری در منطقه شهری ارژانتوی ناحیه لورانتید در استان کبک کانادا است. در سرشماری سال ۲۰۱۱ این شهر ۱٬۲۰۴ نفر جمعیت داشته‌است و مساحت آن ۵۹٫۹۸ کیلومتر مربع است.